# Lespesia rectinervis
Lespesia rectinervis är en tvåvingeart som först beskrevs av Wulp 1890.  Lespesia rectinervis ingår i släktet Lespesia och familjen parasitflugor. Inga underarter finns listade i Catalogue of Life.